# Mangora melloleitaoi
Mangora melloleitaoi là một loài nhện trong họ Araneidae.
Loài này thuộc chi Mangora. Mangora melloleitaoi được Herbert Walter Levi miêu tả năm 2007.